# فهرست دفاتر و نمایندگی‌های ایران در خارج

## آسیا
- اردن - سفارت ایران در امان
- ارمنستان - سفارت ایران در ایروان
- ازبکستان - سفارت ایران در تاشکند
- افغانستان - سفارت ایران در کابل
  - کنسولگری ایران در قندهار
  - کنسولگری ایران در مزارشریف
  - کنسولگری ایران در هرات
  - کنسولگری ایران در جلال‌آباد
- امارات متحده عربی - سفارت ایران در ابوظبی
  - کنسولگری ایران در دبی
- اندونزی - سفارت ایران در جاکارتا
- بحرین - سفارت ایران در منامه
- برونئی - سفارت ایران در سری بگاوان
- بنگلادش - سفارت ایران در داکا
- پاکستان - سفارت ایران در اسلام‌آباد
  - کنسولگری ایران در پیشاور
  - کنسولگری ایران در کراچی
  - کنسولگری ایران در کویته
  - کنسولگری ایران در لاهور
- تاجیکستان - سفارت ایران در دوشنبه
- تایلند - سفارت ایران در بانکوک
- ترکمنستان - سفارت ایران در عشق آباد
  - کنسولگری ایران در مرو
- ترکیه - سفارت ایران در آنکارا
  - کنسولگری ایران در استانبول
  - کنسولگری ایران در ارزروم
  - کنسولگری ایران در طرابوزان
- چین - سفارت ایران در پکن
  - کنسولگری ایران در شانگهای
  - کنسولگری ایران در گوانگ ژو
  - کنسولگری ایران در هنگ کنگ
- روسیه - سفارت ایران در مسکو
  - کنسولگری ایران در غازان
  - کنسولگری ایران در آستراخان
- ژاپن - سفارت ایران در توکیو
- سری‌لانکا - سفارت ایران در کلمبو
- سنگاپور - سفارت ایران در سنگاپور
- سوریه - سفارت ایران در دمشق
- عراق - سفارت ایران در بغداد
  - کنسولگری ایران در اربیل
  - کنسولگری ایران در بصره
  - کنسولگری ایران در سلیمیانیه
  - کنسولگری ایران در کربلا
  - کنسولگری ایران در نجف
- عربستان سعودی - سفارت ایران در ریاض
  - کنسولگری ایران در جده
- عمان - سفارت ایران در مسقط
- فیلیپین - سفارت ایران در مانیل
- قرقیزستان - سفارت ایران در بیشکک
- قزاقستان - سفارت ایران در آستانه
  - کنسولگری ایران در آکتاو
  - کنسولگری ایران در آلماآتی
- قطر - سفارت ایران در دوحه
- کره شمالی - سفارت ایران در پیونگ یانگ
- کره جنوبی - سفارت ایران در سئول
- کویت - سفارت ایران در کویت
- لبنان - سفارت ایران در بیروت
- مالزی - سفارت ایران در کوالالامپور
- ویتنام - سفارت ایران در هانوی
- هند - سفارت ایران در دهلی نو
  - کنسولگری ایران در بمبئی
  - کنسولگری ایران در حیدرآباد
- یمن - سفارت ایران در صنعا

## آفریقا
- آفریقای جنوبی - سفارت ایران در پرتوریا
- اتیوپی - سفارت ایران در آدیس آبابا
- الجزایر - سفارت ایران در آدیس الجزیره
- اوگاندا - سفارت ایران در کامپالا
- تانزانیا - سفارت ایران در دارالسلام
- تونس - سفارت ایران در تونس
- زیمبابوه - سفارت ایران در حراره
- ساحل عاج - سفارت ایران در ابیجان
- سنگال - سفارت ایران در داکار
- سودان - سفارت ایران در خارطوم
- سیرالئون - سفارت ایران در فری تاون
- غنا - سفارت ایران در اکرا
- جمهوری کنگو - سفارت ایران در کینشازا
- کنیا - سفارت ایران در نایروبی
- کومور - سفارت ایران در مورونی
- گینه - سفارت ایران در کوناکوری
- لیبی - سفارت ایران در طرابلس
- ماداگاسکار - سفارت ایران در تاناناریو
- مالی - سفارت ایران در باماکو
- مراکش - سفارت ایران در رباط
- مصر - سفارت ایران در قاهره
- موریتانی - سفارت ایران در نوآکشوت
- نامیبیا - سفارت ایران در ویندهوک
- نیجریه - سفارت ایران در ابوجا
- نیجر - سفارت ایران در نیامی

## آمریکا
- آرژانتین - سفارت ایران در بوینس آیرس
- اروگوئه - سفارت ایران در مونته ویدئو
- اکوادور - سفارت ایران در کیتو
- ایالات متحده آمریکا - سفارت ایران در واشینگتن
- برزیل - سفارت ایران در برازیلیا
- بولیوی - سفارت ایران در لاپاز
- شیلی - سفارت ایران در سانتیاگو
- کانادا - سفارت ایران در اتاوا
- کلمبیا - سفارت ایران در بوگوتا
- کوبا - سفارت ایران در هاوانا
- مکزیک - سفارت ایران در مکزیکوسیتی
- نیکاراگوئه - سفارت ایران در ماناگوا
- ونزوئلا - سفارت ایران در کاراکاس

## اروپا
- جمهوری آذربایجان - سفارت ایران در باکو
  - کنسولگری ایران در نخجوان
- آلبانی - سفارت ایران در تیرانا
- آلمان - سفارت ایران در برلین
  - کنسولگری ایران در فرانکفورت
  - کنسولگری ایران در هامبورگ
  - کنسولگری ایران در مونیخ
- اتریش - سفارت ایران در وین
- اسپانیا - سفارت ایران در مادرید
- اسلوونی - سفارت ایران در لیوبلیانا
- اوکراین - سفارت ایران در کیف
- ایتالیا - سفارت ایران در رم
  - کنسولگری ایران در میلان
- جمهوری ایرلند - سفارت ایران در دوبلین
- بلاروس - سفارت ایران در مینسک
- بلژیک - سفارت ایران در بروکسل
- بلغارستان - سفارت ایران در صوفیه
- بوسنی و هرزگوین - سفارت ایران در سارایوو
- بریتانیا - سفارت ایران در لندن
- پرتغال - سفارت ایران در لیسبون
- جمهوری چک - سفارت ایران در پراگ
- دانمارک - سفارت ایران در کپنهاگ
- رومانی - سفارت ایران در بخارست
- سوئد - سفارت ایران در استکهلم
- سوئیس - سفارت ایران در برن
- صربستان - سفارت ایران در بلگراد
- فرانسه - سفارت ایران در پاریس
- فنلاند - سفارت ایران در هلسینکی
- قبرس - سفارت ایران در نیکوزیا
- کرواسی - سفارت ایران در زاگرب
- گرجستان - سفارت ایران در تفلیس
  - کنسولگری ایران در باتومی
- لهستان - سفارت ایران در ورشو
- مجارستان - سفارت ایران در بوداپست
- مقدونیه شمالی - سفارت ایران در اسکوپیه
- نروژ - سفارت ایران در اسلو
- واتیکان - سفارت ایران در واتیکان
- هلند - سفارت ایران در لاهه
- یونان - سفارت ایران در آتن

## اقیانوسیه
- استرالیا - سفارت ایران در کانبرا
- نیوزیلند - سفارت ایران در ولینگتون